# 오드노클라스니키
오드노클라스니키(러시아어: Одноклассники, 학급친구)는 러시아의 소셜 네트워킹 서비스(SNS)로, 친구찾기 사이트이다. 대한민국에서 1999년도에 선보였던 아이러브스쿨(iloveschool)과 비슷한 서비스이다.
이 웹사이트는 현재 2억 명 이상의 등록 사용자와 4500만 명의 일일 고유 방문자를 보유하고 있다. 오드노클라스니키는 러시아에서는 브콘탁테에 이어 두 번째로 인기 있는 소셜 네트워크이며, 3위인 페이스북을 앞서고 있다.

## 같이 보기
- 브콘탁테
- 페이스북